# Pałac w Jakubowicach (powiat oławski)
Pałac w Jakubowicach – zabytkowy pałac we wsi Jakubowice (województwo dolnośląskie) w Polsce, w powiecie oławskim, w gminie Oława.
Od 19 stycznia 2018 roku pałac jest własnością gminy Oława.
Dwupiętrowy pałac wybudowany w XVIII w. na planie czworokąta, kryty dachem czterospadowym. Przed wejściem znajdują się dwa sfinksy.
Obiekt wraz z otoczeniem wpisanego do rejestru zabytków zespołu pałacowego, pod numerem  A/3987/696/W/1-2 z 3.08.1994, w skład którego wchodzą: 
- pałac
- park z początku XIX w., zmiany w drugiej połowie XIX w.
  - ruina grobowca rodziny Rosenberg-Lipinsky (Schwarz)[3] wybudowanego w środku pałacowego parku na początku XIX w. w stylu  klasycystycznym[4].